# Ludvík Aškenazy

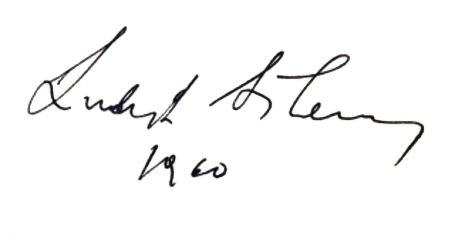
Unterschrift von Ludvík Aškenazy

Ludvík Aškenazy (* 24. Februar 1921 in Teschen; † 18. März 1986 in Bozen) war ein tschechischer Schriftsteller, Dramatiker und Drehbuchautor.

## Leben
Aškenazy studierte Slawistik und Geschichte. 1941 trat er im Zweiten Weltkrieg als Flüchtling der in der UdSSR gegründeten Tschechoslowakischen Auslandsarmee bei und war bis zum Kriegsende Soldat. Nach dem Krieg arbeitete er beim Tschechoslowakischen Rundfunk.
Ab Mitte der 1950er bis zum Ende der 1960er Jahre in der damaligen ČSR und späteren ČSSR war er ein viel gelesener und beliebter Schriftsteller. Er schrieb vor allem Erzählungen und Kinderbücher, wobei bei ihm die Grenze zwischen der Literatur für Kinder und der für die Erwachsenen manchmal „durchlässig“ ist.
Sein erster großer Erfolg war 1955 der Erzählband „Kinderetüden“. Die Geschichten um einen kleinen Jungen, für den sein Sohn Jindřich als Vorbild gedient hatte, fanden ein breites Publikum und begründeten seine Popularität. Ähnlich erfolgreich war auch die kurze Novelle „Die Liebenden aus der Kiste“.
Die Erzählbände „Ein Hundeleben“ (1961) und „Das Ei“ hatten denselben poetischen, etwas melancholischen Duktus, nicht aber die Heiterkeit der beiden oben erwähnten Bücher. Diese Erzählungen spielen während des Krieges im „Protektorat Böhmen und Mähren“, im Konzentrationslager.
In der DDR erschienen Die hohe Politik. Erzählungen (1955, Dietz-Verlag, Berlin) und Rappelkopf. Satiren (1967, Verlag Philipp Reclam jun. Leipzig, Universal-Bibliothek Band 344).
Ludvik Aškenazy schrieb weiter eine Reihe Märchenbücher, so auch den Märchenroman „Die Suche nach dem Pflaumenduft“, „Das Reisebuch mit dem Dackel“, „LÜTTEPITT oder Unglaubliche Abenteuer eines wirklichen Zwerges“ (1961) oder die Novelle „Der gestohlene Mond“. „Die schwarze Schatulle“ ist eine Gedichtsammlung, die mit Photographien, die die einzelnen Gedichte inspirierten, illustriert wurde. Die Bücher sind in den 1960er Jahren entstanden, erfreuten sich eines regen Leserinteresses und wurden in viele Sprachen übersetzt.
Ludvik Aškenazy schrieb auch Theaterstücke wie „K.u.K. Staatsbräutigam“, „Andelka“, „Die wahre Geschichte der Antonia Parizek, eines leichten Mädels mit einem guten Herzen“, viele Hörspiele, unter anderem „Das Gespräch ging auf Ihre Rechnung“, das mit dem Prix di Italia 1963 ausgezeichnet wurde, und viele Drehbücher, unter anderem „Der Schrei“, das den Drehbuchpreis in Cannes 1966 erhielt. Nach dem Einmarsch der Warschauerpakt-Truppen 1968 in die ČSSR emigrierte er nach Deutschland und lebte bis 1976 in München. Infolge der Emigration wurde das gesamte Werk von Ludvik Aškenazy in der damaligen ČSSR verboten. In Deutschland schrieb er deutsche Kinderbücher, so zum Beispiel „Wo die Füchse Blockflöte spielen“, das mit dem Deutschen Jugendbuchpreis 1977 in der Kategorie Kinderbuch ausgezeichnet wurde, „Der Schlittschuhkarpfen,“ das 1993 auf der Auswahlliste des Jugendbuchpreises in der Kategorie Bilderbuch stand, sowie „Wo die goldene Schildkröte tanzt“ und „Die Märchen der vier Winde“. Eine ziemliche Beliebtheit errangen unter anderem auch die kurzen Erzählungen unter dem Titel „Du bist einmalig“.
Zudem verfasste er regelmäßig Märchen für den Bayerischen Rundfunk, weiter eine Reihe von Hörspielen für die ARD-Hörfunksender, die er oft selbst inszenierte. Nach seinen Drehbüchern entstanden einige Fernsehspiele für den BR und das ZDF.
Nach der Wende 1989 wurden in der Tschechischen Republik seine Bücher wieder herausgegeben und seine Stücke aufgeführt, auch die, die in der Emigration entstanden waren und die aus dem Deutschen ins Tschechische übersetzt wurden.
Ludvík Aškenazy starb 1986 in Bozen, wo er sich mit seiner Frau Leonie Mann-Aškenazy, der Tochter Heinrich Manns, 1976 niedergelassen hatte.

## Filmografie
- 1953: Mein Freund Fabian (Můj přítel Fabián) – Regie: Jiří Weiss
- 1957: An der Endstation (Tam na konečné) – Regie: Ján Kadár, Elmar Klos
- 1959: Sterne im Mai (Májové hvězdy) – Regie: Stanislaw Rostozki
- 1963: Der Schrei (Krik) – Regie: Jaromil Jireš (Drehbuch)
- 1972: Galgentoni (Drehbuch, nach Egon Erwin Kisch)
- 1974: Tatort – 3:0 für Veigl (Schauspieler)